# Шоле — Земли Луары 2024
45-й выпуск  Шоле — Земли Луары — шоссейной однодневной велогонки по дорогам Франции. Гонка прошла 17 марта 2024 года в рамках Европейского тура UCI 2024 (категория 1.1) и Кубка Франции. Победу одержал французский велогонщик Поль Лапейра.

## Участники
В гонке приняло участие 18 команд: 4 команды категории UCI WorldTeam, 6 команд категории UCI ProTeams и 8 UCI Continental Teams.
| UCI WorldTeams (4)- Arkéa-B&B Hotels - Cofidis - Decathlon-AG2R La Mondiale - Groupama-FDJ UCI ProTeams (6)- Bingoal WB - Burgos-BH - Equipo Kern Pharma - Euskaltel-Euskadi - Team Novo Nordisk - TotalEnergies UCI Continental Teams (8)- Beltrami TSA-Tre Colli - BHS-PL Beton Bornholm - CIC U Nantes Atlantique - Israel Premier Tech Academy - Nice Métropole Côte d'Azur - Saint Michel-Mavic-Auber 93 - Tarteletto-Isorex - Van Rysel-Roubaix |
| |

## Маршрут
Маршрут не имел серьезных отличий от трассы последнего выпуска. Четвертый заезд Кубка Франции снова состоял из двух отдельных трасс, более длинной, которая проходила вокруг небольшого городка Шоле, где гонщики поднимались на восемь коротких подъемов, и традиционной финальной трассы, включающей спринтерский участок, с которым пришлось столкнуться несколько раз. Предполагалось, что победитель определится из группы в 30-40 гонщиков, как это часто случалось в истории гонки.

## Ход гонки
Ближе к конце гонки сформировался отрыв из семи велогонщиков: Энтони Перес и Аксель Марио (Cofidis), Поль Лапейра и Валентин Ретайо (Decathlon AG2R La Mondiale), Клеман Вентурини и Леандр Лозуэ (Arkéa-B&B Hotels) и, единственный непарный, Александр Делеттр (St Michel-Mavic-Auber93). Тем не менее их позже догнали, как впрочем были пресечены и последующие попытки атаковать. В начавшемся финишном спринте Поль Лапейра сумел поймать момент и удачно разместиться для атаки таки образом, что смог отыграть секунду у пелотона.

## Результаты
| \| Генеральная классификация \| Генеральная классификация \| Генеральная классификация \| Генеральная классификация \| Генеральная классификация \| \| Гонщик \| Гонщик \| Команда \| Время \| \| \| ------------------------- \| ------------------------- \| --------------------------- \| ------------------------- \| ------------------------- \| \| 1-й \| Поль Лапейра \| Decathlon-AG2R La Mondiale \| 4ч 22' 02 \| \| \| 2-й \| Алексис Ренар \| Cofidis \| + 1 \| \| \| 3-й \| Том Ван Асбрук \| Israel Premier Tech Academy \| + 1 \| \| \| 4-й \| Jordan Labrosse \| Decathlon-AG2R La Mondiale \| + 1 \| \| \| 5-й \| Матиаш Копецкий \| Team Novo Nordisk \| + 1 \| \| \| 6-й \| Джейсон Тессон \| TotalEnergies \| + 1 \| \| \| 7-й \| Эмануэль Морин \| Van Rysel-Roubaix \| + 1 \| \| \| 8-й \| Франсиско Гальван \| Equipo Kern Pharma \| + 1 \| \| \| 9-й \| Тимоти Дюпон \| Tarteletto-Isorex \| + 1 \| \| \| 10-й \| Maël Guégan \| CIC U Nantes Atlantique \| + 1 \| \| |                   |                             |           |
| |                   |                             |           |
| Источник: ProCyclingStats |                   |                             |           |
| Генеральная классификация |                   |                             |           |
| Гонщик | Гонщик            | Команда                     | Время     |
| 1-й | Поль Лапейра      | Decathlon-AG2R La Mondiale  | 4ч 22' 02 |
| 2-й | Алексис Ренар     | Cofidis                     | + 1       |
| 3-й | Том Ван Асбрук    | Israel Premier Tech Academy | + 1       |
| 4-й | Jordan Labrosse   | Decathlon-AG2R La Mondiale  | + 1       |
| 5-й | Матиаш Копецкий   | Team Novo Nordisk           | + 1       |
| 6-й | Джейсон Тессон    | TotalEnergies               | + 1       |
| 7-й | Эмануэль Морин    | Van Rysel-Roubaix           | + 1       |
| 8-й | Франсиско Гальван | Equipo Kern Pharma          | + 1       |
| 9-й | Тимоти Дюпон      | Tarteletto-Isorex           | + 1       |
| 10-й | Maël Guégan       | CIC U Nantes Atlantique     | + 1       |